# Біля тихої пристані
«Біля тихої пристані» — радянський комедійний художній фільм 1958 року, режисерів  Едуарда Абалова і Тамаза Меліави.

## Сюжет
Колишній робітник, невгамовна в душі людина, небайдужа до ближніх і суспільних справ Микола Север'янович Колючкін (Володимир Ратомський) ніяк не може почати спокійно жити на пенсії. Він встає як і раніше о 6 ранку і поспішає у справах. То він знову хоче влаштуватися на завод, щоб працювати і приносити користь людям, то хоче всіляко допомогти малознайомій бабусі. Колишній естрадний артист Олександр Лукич Пушков (Василь Меркур'єв) навпаки, вважає своє перебування на пенсії вельми благополучним, хоча і з ніжністю згадує ті часи, коли він виступав на естраді.
Пушков усе хоче заохотити свого сусіда Колючкіна до риболовлі, за цим заняттям і бачимо ми героїв фільму. А паралельно з цим розігруються й інші комедійні ситуації, в центрі яких опиняються наші герої.
Спочатку Пушков примудряється втратити дитину, яку йому передоручив відвести в дитячий сад Колючкін. Однак закінчується все благополучно. Потім Колючкін оформляє бабусю, якій допоміг на вулиці, в будинок пенсіонера. Пушков, який думає, що його друг і сусід вирішив сам переїхати в будинок пенсіонера, кидається за ним, сподіваючись витягнути його звідти. По дорозі і той, і той бачать жахливий стан ґрунтової дороги, розмитої дощами, тієї, що веде до будинку пенсіонера. Згодом вони вирушають наставляти на добру путь начальника дорожнього будівництва цього району Картонкіна (Афанасій Бєлов), однак він зустрічає їх повним нерозумінням. Тоді вони звертаються до водія службового мотоцикла Картонкіна — з проханням провезти начальника по цій дорозі, та ще й з вітерцем.

## У ролях
- Володимир Ратомський —  Микола Север'янович Колючкін
- Василь Меркур'єв —  Олександр Лукич Пушков
- Тетяна Гурецька —  Марія Сергіївна Пушкова
- Афанасій Бєлов —  Георгій Михайлович Картонкін, начальник відділу дорожнього будівництва
- Анатолій Кубацький —  Купріянов, кляузник і анонімник
- Борис Новиков —  Арнольд Базюков, хуліган і дебошир
- Павло Волков —  двірник Кузьмич
- Олександр Гумбурґ —  Іван Арсеньїч, голова завкому
- Єлизавета Ліліна —  Фекла Інокентіївна, домробітниця
- Віктор Ларін —  Вітя
- Надія Самсонова —  Лариса Базюкова, дружина Арнольда
- Георгій Георгіу —  Олександр Юрійович, кінорежисер
- Віктор Кольцов —  Касьян Іванович, член «Клубу пенсіонерів»
- Валентин Брилєєв —  Крилов, водій Картонкіна
- Еммануїл Геллер —  продавець канцтоварів паперової крамниці № 3
- Михайло Трояновський —  Сергій Петрович, член «Клубу пенсіонерів»
- Вікторія Духіна —  вихователька дитячого саду
- Лев Раскатов —  Сергій Петрович, помічник режисера
- Галина Комарова — епізод
- Валеріан Казанський — епізод
- Б. Болгов — епізод
- Л. Паїсова — епізод
- Олександр Лебедєв —  робітник на заводі
- Олександр Орлов —  член «Клубу пенсіонерів»
- Олександра Денисова —  член «Клубу пенсіонерів»
- Гавриїл Бєлов —  Гаврило Микитович, вахтер

## Знімальна група
- Сценарій:  Афанасій Бєлов
- Художній керівник:  Сергій Юткевич
- Режисери:  Едуард Абалов,  Тамаз Меліава
- Оператори:  Герман Лавров,  Сергій Шемахов
- Художники:  Володимир Камський, Костянтин Степанов
- Художник по костюмах:  Валентин Перельотов
- Композитор:  Серафим Туліков
- Звукооператор:  Костянтин Гордон
- Текст пісень:  Микола Дорізо
- Грим: В. Фетисов
- Монтаж: В. Ренкова
- Редактор: Г. Грошев
- Оркестр управління з виробництва фільмів, диригент А .Ройтман
- Директор картини: В. Канторович